# Hiccoda nigrifimbria
Hiccoda nigrifimbria là một loài bướm đêm trong họ Noctuidae.